# Aconitum handelianum
Aconitum handelianum är en ranunkelväxtart som beskrevs av Comber. Aconitum handelianum ingår i släktet stormhattar, och familjen ranunkelväxter. Utöver nominatformen finns också underarten A. h. laxipilosum.